# Andel (Gras)
Der Andel, Strand-Salzschwaden oder Strandschwingel (Puccinellia maritima) ist ein salzertragendes Süßgras aus der Gattung der Salzschwaden (Puccinellia). Er ist namensgebend für die Pflanzengesellschaft häufig überfluteter Salzwiesen, den Andelrasen (Puccinellietum maritimae). Er ist für die Beweidung gut geeignet. Ferner ist das sogenannte Andelheu aufgrund seines hohen Mineralstoffgehaltes sehr wertvoll. Der Strand-Salzschwaden spielt eine bedeutende Rolle bei der Festigung des Salzmarschenvorlandes.

## Beschreibung

### Vegetative Merkmale
Der Strand-Salzschwaden ist ein ausdauerndes Gras, welches 10 bis 60 (bis 90)Zentimeter groß werden kann und zwischen Juni und September blüht. Er wächst aufrecht oder am Grund niederliegend und gekniet aufsteigend. Das Gras bildet vor allem im Herbst oberirdische, ausläuferartig verlängerte, wurzelnde Triebe aus. Die gesamte Pflanze ist kahl und glatt. Die Blattspreiten sind flach oder rinnig, zuweilen gerollt. Sie sind 1 bis 3 Millimeter breit und bis zu 20 Zentimeter lang. Sie verfügen bisweilen über kapuzen- oder bootsbugförmig zusammengezogene Blattspitzen. Die Blatthäutchen sind 1 bis 3 Millimeter lang und stumpf. Die Blattscheiden sind bis zum Grund offen.

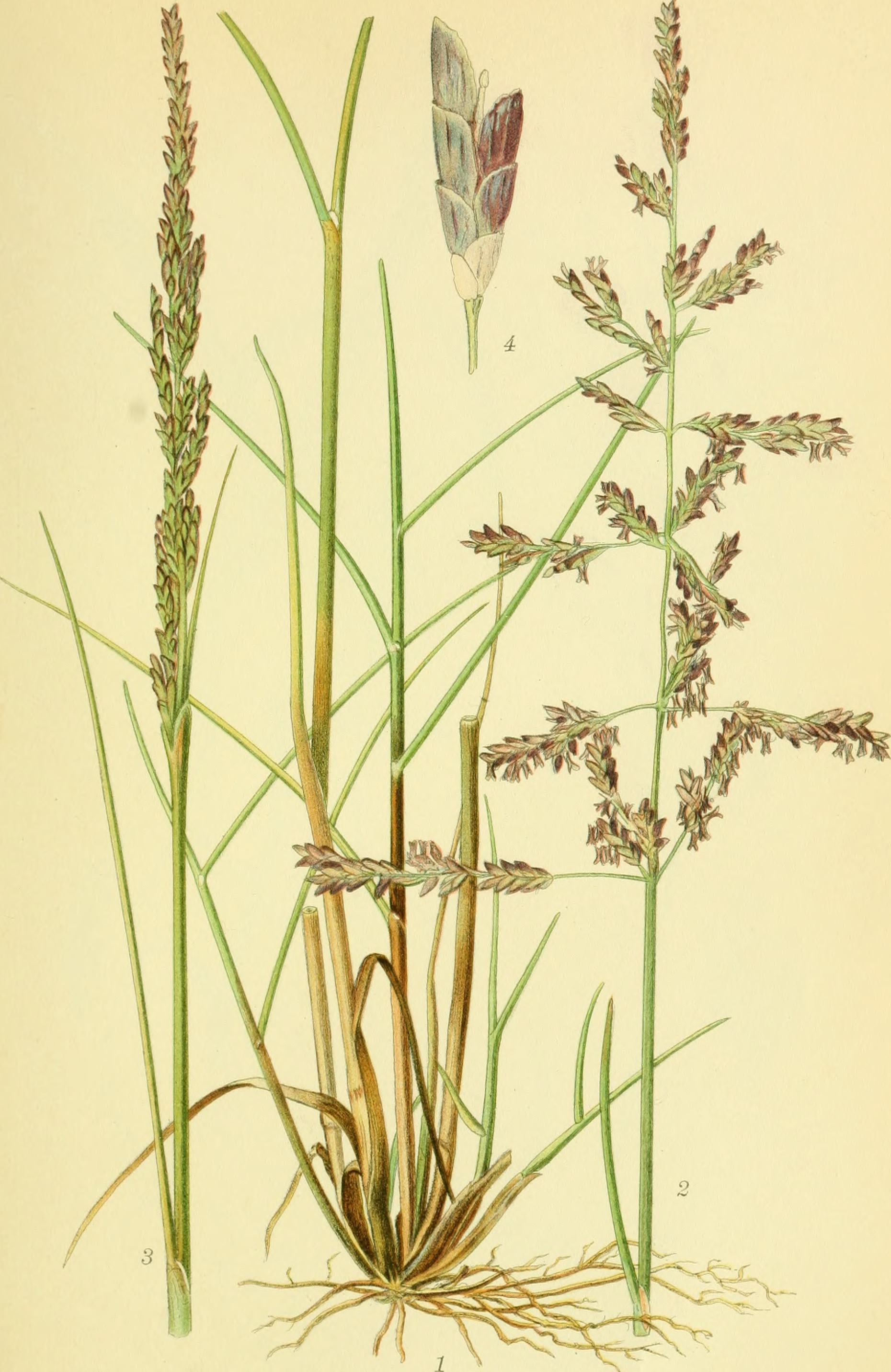
Andel, Illustration

### Generative Merkmale
Die einseitswendigen Rispen sind 3 bis 15 (bis 25) Zentimeter lang, 0,5 bis 2,5 Zentimeter breit, zusammengezogen und ziemlich dicht; zur Blütezeit ausgebreitet. Die Rispenäste sind mehr oder minder glatt, stehen während der Blüte aufrecht ab und ziehen sich später zusammen. Die schmal-länglichen Ährchen sind meist 5- bis 9-blütig und 7 bis 13 Millimeter lang. Sie erscheinen auf dem Rücken abgerundet, bilden keine Grannen aus und können violett überlaufen sein. Die Hüllspelzen sind kürzer als die Ährchen; die untere ist 2 bis 3,5 Millimeter lang; die obere ist 2 bis 5 Millimeter lang. Die Deckspelzen sind fünfnervig, 3,5 bis 4,5 Millimeter lang, meist am oberen Ende dreilappig mit abgerundetem Mittellappen oder spitz. Die Vorspelzen sind zweinervig und am oberen Ende etwas eingekerbt.  Die Staubbeutel sind nur etwa 2 bis 2,8 Millimeter lang.
Die Chromosomenzahl beträgt 2n = 56, seltener 60, 63 oder 70.

## Ökologie
Der Strand-Salzschwaden zeigt in der Längenentwicklung der oberirdischen Kriechsprosse eine deutliche Saisondimorphismus. Im Frühjahr werden diese (unter Kurztagsbedingungen) nur wenige Zentimeter lang; im Sommer (am Langtag) werden sie bis mehr als einen Meter lang. Die Kriechsprosse ertragen eine Übersandung von bis zu 30 Zentimetern.

## Verbreitung und Standort
Der Strand-Salzschwaden ist an den Atlantikküsten Europas und der Kanaren verbreitet. Es gibt natürliche Vorkommen in Portugal, Spanien, Frankreich, Großbritannien, Irland, Island, Belgien, den Niederlanden, Deutschland, Dänemark, Norwegen, Schweden, Polen, dem Baltikum, dem europäischen Russland und den Kanaren. In Nordamerika und in Grönland ist er ein Neophyt. Er wächst in periodisch überfluteten, schlickreichen Salzwiesen und bevorzugt tonreiche Böden. Er ist die Kennart der Pflanzengesellschaft (Assoziation) des Andelrasens (Puccinellietum maritimae  Christians. 1927). Die Pflanze ist ein Salz- und Überflutungszeiger.

## Trivialnamen
Für den Andel bestehen bzw. bestanden auch die weiteren deutschsprachigen Trivialnamen: Andel (Oldenburg, Hardingerland), Annel (Hardingerland, Wangerooge), Quelder (Ostfriesland), Queller (Ostfriesland) und Twill-Andel (Butjaden).